# Parlamento del Sudafrica
Il Parlamento del Sudafrica è l'organo legislativo dello stato africano di Sudafrica. La sede è nella capitale legislativa in Città del Capo. 
È composta di due rami: la camera bassa è l'Assemblea Nazionale (ISishayamthetho sikaZwelonke); la camera alta è il Consiglio nazionale delle province (UMkhandlu kaZwelonke weziFundazwe).